# X-Men (Zeichentrickserie)
X-Men (engl. X-Men, auch X-Men: The Animated Series) ist eine US-amerikanisch-kanadische Zeichentrickserie, welche auf den Comic-Abenteuern der X-Men des Marvel-Verlag basieren. Sie war der zweite Versuch der Marvel Comics, die X-Men als eigenes Serienformat zu etablieren, nachdem der erste Versuch durch den Piloten X-Men: Pryde of the X-Men gescheitert war. Zusammen mit Der unbesiegbare Iron Man, Die Fantastischen Vier mit neuen Abenteuern, New Spider-Man, Der unglaubliche Hulk, Silver Surfer, Spider-Man Unlimited und The Avengers – United They Stand bildet die Serie das Marvel Animated Universe.
In Deutschland wurde die Serie das erste Mal am 25. September 1993 auf RTL ausgestrahlt.

## Handlung
Die Serie erzählt von dem Kampf zwischen den X-Men und unter anderem Magnetos Bruderschaft der Mutanten, der Anti-Mutanten-Gemeinschaft und den Sentinels.

## Produktion und Veröffentlichung
Ursprünglich sollte die Serie im September 1992 am Labor Day Wochenende starten, durch Produktionsschwierigkeiten wurde der Start auf Ende Oktober verschoben. Am 31. Oktober 1992 wurde der Zweiteiler „Jagd auf die Mutanten“ (original Titel Night of the Sentinel) als Sneak Peek gezeigt. Die gezeigte Version war allerdings voll von Animationsfehlern und wurde im Nachhinein ausgebessert.
Die erste Staffel umfasst insgesamt 13 Folgen und umfasst eine in sich abgeschlossene Handlung, da die Produzenten der Serie zu diesem Zeitpunkt nicht wussten ob FOX, der Sender, welche die Serie ausstrahlte, die Serie für eine zweite Staffel erneuern wird. Nachdem die erste Staffel an Popularität gewonnen hatte, entschied sich das Network 39 weitere Folgen in Produktion zu geben. Durch den steigenden Erfolg während der Ausstrahlung der zweiten Staffel wurden gleich darauf 14 weitere Folgen, welche als finale vierte Staffel gezeigt werden sollten, bestellt.
Es kam aber während der Produktion dieser 53 neuen Folgen erneut zu Produktionsschwierigkeiten und so wurden die Folgen in einer zufälligen Reihenfolge gesendet, wodurch sich verschiedene Handlungsstränge überschnitten und viele Szenarien früher oder später stattfanden, als ursprünglich geplant. Die Serie sollte schlussendlich mit dem Vier-teiler „Herrscher über Gut und Böse“ (original Titel Beyond Good and Evil) enden, Fox entschied aber im letzten Moment um eine weitere Staffel, bestehend aus 10 Folgen, zu erneuern. Saban musste aber das Animationsstudio während der fünften Staffel wechseln da AKOM nicht mehr zur Verfügung stand, was die drastischen Änderungen der Charakterdesigns erklärt.
In Deutschland wurde die Serie erstmals bei RTL gezeigt, dabei wurden die ersten 26 Folgen synchronisiert und ein komplett neuer Vorspann produziert. Der erhoffte Erfolg blieb aus und RTL setzte die Serie nicht mehr fort. Erst als die Serie ab 2001 im Pay-TV bei Fox Kids wiederholt wurde, entschied man sich auch die dritte und vierte Staffel zu synchronisieren, mit Ausnahme der Folge „Longshot“. Die fünfte Staffel wurde nicht synchronisiert.

## Episodenliste
| Episode   | Deutscher Titel                | Originaltitel                   | Erstausstrahlung (USA) | Autor                            |
| --------- | ------------------------------ | ------------------------------- | ---------------------- | -------------------------------- |
| 01 (1-01) | Jagd auf die Mutanten – Teil 1 | Night of the Sentinels (Part 1) | 31. Oktober 1992       | Mark Edward Edens                |
| 02 (1-02) | Jagd auf die Mutanten – Teil 2 | Night of the Sentinels (Part 2) | 7. November 1992       | Mark Edward Edens                |
| 03 (1-03) | Zwei Freunde                   | Enter Magneto                   | 27. November 1992      | Jim Carlson & Terrence McDonnell |
| 04 (1-04) | Die Rivalen                    | Deadly Reunions                 | 23. Januar 1993        | Don Glutt                        |
| 05 (1-05) | Die Ausgestoßenen              | Captive Hearts                  | 30. Januar 1993        | Robert N. Skir & Marty Isenberg  |
| 06 (1-06) | Eiskalte Rache                 | Cold Vengeance                  | 6. Februar 1993        | Michael Edens                    |
| 07 (1-07) | Die Sklaveninsel               | Slave Island                    | 13. Februar 1993       | Mark Edward Edens                |
| 08 (1-08) | Der böse Bruder                | The Unstoppable Juggernaut      | 6. März 1993           | Julianne Klemm                   |
| 09 (1-09) | Der Wunderdoktor               | The Cure                        | 20. Februar 1993       | Mark Edward Edens                |
| 10 (1-10) | Schöne neue Welt               | Come the Apocalypse             | 27. Februar 1993       | Michael Edens                    |
| 11 (1-11) | Das Attentat – Teil 1          | Days of Future Past (Part 1)    | 13. März 1993          | Julia Jane Lewald                |
| 12 (1-12) | Das Attentat – Teil 2          | Days of Future Past (Part 2)    | 20. März 1993          | Robert N. Skir & Marty Isenberg  |
| 13 (1-13) | Die Entscheidung               | The Final Decision              | 27. März 1993          | Robert N. Skir & Marty Isenberg  |

| Episode   | Deutscher Titel                 | Originaltitel                  | Erstausstrahlung (USA) | Autor                           |
| --------- | ------------------------------- | ------------------------------ | ---------------------- | ------------------------------- |
| 14 (2-01) | Ein Toter kehrt zurück – Teil 1 | Till Death do Us Part (Part 1) | 23. Oktober 1993       | Mark Edward Edens               |
| 15 (2-02) | Ein Toter kehrt zurück – Teil 2 | Till Death do Us Part (Part 2) | 30. Oktober 1993       | Michael Edens                   |
| 16 (2-03) | Storms Sohn                     | Whatever it Takes              | 6. November 1993       | Julia Jane Lewald               |
| 17 (2-04) | In den Fängen der Krake         | Red Dawn                       | 13. November 1993      | Francis Moss & Ted Pedersen     |
| 18 (2-05) | Der einsame Wolf                | Repo Man                       | 20. November 1993      | Len Wein                        |
| 19 (2-06) | Notruf aus der Vergangenheit    | X-Ternally Yours               | 4. Dezember 1993       | Julianne Klemm                  |
| 20 (2-07) | Die Seuche – Teil 1             | Time Fugitives (Part 1)        | 11. Dezember 1993      | Michael Edens                   |
| 21 (2-08) | Die Seuche – Teil 2             | Time Fugitives (Part 2)        | 18. Dezember 1993      | Elliot S. Maggin                |
| 22 (2-09) | Kampf um Rogue                  | A Rogue's Tale                 | 8. Januar 1994         | Robert N. Skir & Marty Isenberg |
| 23 (2-10) | Der Mutantenhasser              | Beauty & the Beast             | 15. Januar 1994        | Stephanie Mathison              |
| 24 (2-11) | Stars wider Willen              | Mojovision                     | 5. Februar 1994        | Brooks Wachtel                  |
| 25 (2-12) | Der neue Meister – Teil 1       | Reunion (Part 1)               | 12. Februar 1994       | Len Wein                        |
| 26 (2-13) | Der neue Meister – Teil 2       | Reunion (Part 2)               | 19. Februar 1994       | Michael Edens                   |

| Episode   | Deutscher Titel                                            | Deutscher DVD-Titel                                        | Originaltitel                                           | Erstausstrahlung (USA) | Autor                             |
| --------- | ---------------------------------------------------------- | ---------------------------------------------------------- | ------------------------------------------------------- | ---------------------- | --------------------------------- |
| 27 (3-01) | Rache ist bitter – Teil 1                                  | Rache ist bitter – Teil 1                                  | Out of the Past (Part 1)                                | 29. Juli 1994          | Michael Edens                     |
| 28 (3-02) | Rache ist bitter – Teil 2                                  | Rache ist bitter – Teil 2                                  | Out of the Past (Part 2)                                | 5. August 1994         | Len Wein                          |
| 29 (3-03) | Die Phönix-Saga – Teil 1: Das Opfer                        | Die Phönix-Saga – Teil 1: Das Opfer                        | Phoenix Saga (Part 1): Sacrifice                        | 5. September 1994      | Michael Edens                     |
| 30 (3-04) | Die Phönix-Saga – Teil 2: Der dunkle Schleier              | Die Phönix-Saga – Teil 2: Der dunkle Schleier              | Phoenix Saga (Part 2): The Dark Shroud                  | 6. September 1994      | Mark Edward Edens                 |
| 31 (3-05) | Die Phönix-Saga – Teil 3: Banshees Schrei                  | Die Phönix-Saga – Teil 3: Banshees Schrei                  | Phoenix Saga (Part 3): Cry Of The Banshee               | 7. September 1994      | Michael Edens                     |
| 32 (3-06) | Die Phönix-Saga – Teil 4: Die Starjammer                   | Die Phönix-Saga – Teil 4: Die Starjammer                   | Phoenix Saga (Part 4): Starjammers                      | 8. September 1994      | Mark Edward Edens                 |
| 33 (3-07) | Die Phönix-Saga – Teil 5: Kind des Lichts                  | Die Phönix-Saga – Teil 5: Kind des Lichts                  | Phoenix Saga (Part 5): Child of Light                   | 9. September 1994      | Mark Edward Edens                 |
| 34 (3-08) | Der Weisenknabe                                            | Der Weisenknabe                                            | No Mutant Is an Island                                  | 21. September 1994     | Sandy Scesny                      |
| 35 (3-09) | Apocalypses Rückkehr                                       | Apocalypses Rückkehr                                       | Obsession                                               | 24. September 1994     | Adam Gilad                        |
| 36 (3-10) | keine deutsche Fassung                                     | keine deutsche Fassung                                     | Longshot                                                | 5. Oktober 1996        | Steven Melching & David McDermott |
| 37 (3-11) | Der Mann im Eis                                            | Der Mann im Eis                                            | Cold Comfort                                            | 4. Februar 1995        | Len Uhley                         |
| 38 (3-12) | Im Land der Dinosaurier – Teil 1                           | Im Land der Dinosaurier – Teil 1                           | Savage Land, Strange Heart (Part 1)                     | 10. September 1994     | Robert N. Skir & Marty Isenberg   |
| 39 (3-13) | Im Land der Dinosaurier – Teil 2                           | Im Land der Dinosaurier – Teil 2                           | Savage Land, Strange Heart (Part 2)                     | 17. September 1994     | Robert N. Skir & Marty Isenberg   |
| 40 (3-14) | Unberechenbarer Phönix – Teil 1: Geblendet                 | Unberechenbarer Phönix – Teil 1: Geblendet                 | The Dark Phoenix Saga (Part 1): Dazzled                 | 12. November 1994      | Jan Strnad                        |
| 41 (3-15) | Unberechenbarer Phönix – Teil 2: Der innere Kreis          | Unberechenbarer Phönix – Teil 2: Der innere Kreis          | The Dark Phoenix Saga (Part 2): The Inner Circle        | 12. November 1994      | Steven Levi                       |
| 42 (3-16) | Unberechenbarer Phönix – Teil 3: Die unberechenbare Phönix | Unberechenbarer Phönix – Teil 3: Die unberechenbare Phönix | The Dark Phoenix Saga (Part 3): The Dark Phoenix        | 19. November 1994      | Larry Parr                        |
| 43 (3-17) | Unberechenbarer Phönix – Teil 4: Das Schicksal der Phönix  | Unberechenbarer Phönix – Teil 4: Das Schicksal der Phönix  | The Dark Phoenix Saga (Part 4): The Fate of the Phoenix | 26. November 1994      | Brooks Wachtel                    |
| 44 (3-18) | Vater und Sohn                                             | Vater und Sohn                                             | Orphans's End                                           | 25. Februar 1995       | Doug Booth                        |
| 45 (3-19) | Bruderzwist im Hauptquartier                               | Bruderzwist im Hauptquartier                               | Juggernaut Returns                                      | 6. Mai 1995            | Doug Booth                        |
| 46 (3-20) | Die lebende Waffe                                          | Ein Pakt mit dem Teufel                                    | A Deal with the Devil                                   | 14. September 1996     | Eric Lewald                       |
| 47 (3-21) | Der Mutantenplanet – Teil 1                                | Asteroid M – Teil 1                                        | Sanctuary (Part 1)                                      | 21. Oktober 1995       | Steven Melching & David McDermott |
| 48 (3-22) | Der Mutantenplanet – Teil 2                                | Asteroid M – Teil 2                                        | Sanctuary (Part 2)                                      | 28. Oktober 1995       | Jeff Saylor                       |
| 49 (3-23) | Xavier erinnert sich                                       | Xavier erinnert sich                                       | Xavier Remembers                                        | 27. April 1996         | Stephanie Mathison                |
| 50 (3-24) | Die Wächter                                                | Mut                                                        | Courage                                                 | 23. September 1995     | Michael Edens & Sandy Scesny      |
| 51 (3-25) | Die Mutantenstadt                                          | Kurzlebige Geheimnisse                                     | Secrets, Not Long Buried                                | 17. Februar 1996       | Mark Onspaugh                     |

| Episode   | Deutscher TV-Titel                   | Deutscher DVD-Titel                 | Originaltitel                                        | Erstausstrahlung (USA) | Autor                             |
| --------- | ------------------------------------ | ----------------------------------- | ---------------------------------------------------- | ---------------------- | --------------------------------- |
| 52 (4-01) | Dämon mit Herz                       | Nightcrawler                        | Nightcrawler                                         | 13. Mai 1995           | Len Uhley                         |
| 53 (4-02) | Wir müssen die Welt retten – Teil 1  | Reise in die Vergangenheit – Teil 1 | One Man's Worth (Part 1)                             | 9. September 1995      | Richard Mueller                   |
| 54 (4-03) | Wir müssen die Welt retten – Teil 2  | Reise in die Vergangenheit – Teil 2 | One Man's Worth (Part 2)                             | 16. September 1995     | Gary Greenfield                   |
| 55 (4-04) | Die Suche nach dem Vater – Teil 1    | Proteus – Teil 1                    | Proteus (Part 1)                                     | 30. September 1995     | Bruce Reid Schaefer               |
| 56 (4-05) | Die Suche nach dem Vater – Teil 2    | Proteus – Teil 2                    | Proteus (Part 2)                                     | 7. Oktober 1995        | Luanne Crocker                    |
| 57 (4-06) | Späte Reue                           | Familienbande                       | Family Ties                                          | 4. Mai 1996            | Marley Clark                      |
| 58 (4-07) | Das Familientreffen                  | Blutlinien                          | Bloodlines                                           | 26. Oktober 1996       | Len Uhley                         |
| 59 (4-08) | Wolverines Alpträume                 | Waffe X, Lügen und ein Videoband    | Weapon X, Lies and Videotape                         | 11. Juni 1995          | David McDermott & Steven Melching |
| 60 (4-09) | Fernöstliche Lebensart               | Lotus und Stahl                     | Lotus and the Steel                                  | 3. Februar 1996        | Ted Pedersen & Francis Moss       |
| 61 (4-10) | Opfer aus Liebe                      | Vergebliche Liebe                   | Love in Vain                                         | 10. Februar 1996       | Martha Moran                      |
| 62 (4-11) | Weihnachten bei den X-Men            | Frohe Weihnachten                   | Have Yourself a Morlock Little X-Mas                 | 23. Dezember 1995      | Eric Lewald & Larry Parr          |
| 63 (4-12) | Herrscher über Gut und Böse – Teil 1 | Jenseits von Gut und Böse – Teil 1  | Beyond Good and Evil (Part 1): The End of Time       | 4. November 1995       | Steve Cuden                       |
| 64 (4-13) | Herrscher über Gut und Böse – Teil 2 | Jenseits von Gut und Böse – Teil 2  | Beyond Good and Evil (Part 2): Promise of Apocalypse | 11. November 1995      | Jan Strnad                        |
| 65 (4-14) | Herrscher über Gut und Böse – Teil 3 | Jenseits von Gut und Böse – Teil 3  | Beyond Good and Evil (Part 3): The Lazarus Chamber   | 18. November 1995      | Michael Edens                     |
| 66 (4-15) | Herrscher über Gut und Böse – Teil 4 | Jenseits von Gut und Böse – Teil 4  | Beyond Good and Evil (Part 4): End and Beginning     | 25. November 1995      | Dean Stefan                       |

| Episode   | Deutscher Titel        | Deutscher DVD-Titel           | Originaltitel               | Erstausstrahlung (USA) | Autor                             |
| --------- | ---------------------- | ----------------------------- | --------------------------- | ---------------------- | --------------------------------- |
| 67 (5-01) | keine deutsche Fassung | Der Bund der Phalanx – Teil 1 | Phalanx Covenant (Part 1)   | 7. September 1996      | Steven Melching & David McDermott |
| 68 (5-02) | keine deutsche Fassung | Der Bund der Phalanx – Teil 2 | Phalanx Covenant (Part 2)   | 7. September 1996      | Steven Melching & David McDermott |
| 69 (5-03) | keine deutsche Fassung | Sturmfront – Teil 1           | Storm Front (Part 1)        | 2. November 1996       | Mirith Colao                      |
| 70 (5-04) | keine deutsche Fassung | Sturmfront – Teil 2           | Storm Front (Part 2)        | 9. November 1996       | Brooks Wachtel                    |
| 71 (5-05) | keine deutsche Fassung | Der fünfte Reiter             | The Fifth Horseman          | 8. Februar 1997        | Steven Melching & David McDermott |
| 72 (5-06) | keine deutsche Fassung | Jubilees Märchenstunde        | Jubilee's Fairytale Theater | 16. November 1996      | Brooks Wachtel                    |
| 73 (5-07) | keine deutsche Fassung | Alte Kameraden                | Old Soldiers                | 22. Februar 1997       | Len Wein                          |
| 74 (5-08) | keine deutsche Fassung | Geheime Pläne                 | Hidden Agendas              | 13. September 1997     | Steven Melching & David McDermott |
| 75 (5-09) | keine deutsche Fassung | Herkunft                      | Descent                     | 6. September 1997      | Steven Melching & David McDermott |
| 76 (5-10) | keine deutsche Fassung | Der Abschluss                 | Graduation Day              | 20. September 1997     | James Krieg                       |

## Synchronisation
Die deutsche Fassung der Serie wurde für die ersten beiden Staffel bei der Bavaria Synchron AG und für die übrigen Folgen bei der FFS Film- & Fernseh-Synchron GmbH in München produziert.
| Rolle                                  | US Voice Actor     | Dt. Synchronsprecher | Auftritt                                          |
| X-Men                                  | X-Men              | X-Men                | X-Men                                             |
| -------------------------------------- | ------------------ | -------------------- | ------------------------------------------------- |
| Professor X / Professor Charles Xavier | Cedric Smith       | Christoph Lindert    |                                                   |
| Cyclops / Scott Summers                | Norm Spencer       | Fabian von Klitzing  | Staffel 1 & 2                                     |
| Cyclops / Scott Summers                | Norm Spencer       | Stephan Hoffmann     | Staffel 3 bis 5                                   |
| Jean Grey / Phoenix                    | Catherine Disher   | Gundula Liebisch     | Staffel 1 & 2                                     |
| Jean Grey / Phoenix                    | Catherine Disher   | Marion Sawatzki      | Staffel 3 bis 5                                   |
| Wolverine / Logan                      | Cathal J. Dodd     | Willi Röbke          |                                                   |
| Storm / Ororo Munroe                   | Iona Morris        | Manuela Renard       | Staffel 1                                         |
| Storm / Ororo Munroe                   | Alison Sealy-Smith | Manuela Renard       | Staffel 2 bis 5                                   |
| Gambit / Remy Lebeau                   | Chris Potter       | Arnim André          |                                                   |
| Rogue                                  | Lenore Zann        | Ruth Fischer         | Staffel 1 & 2                                     |
| Rogue                                  | Lenore Zann        | Claudia Kleiber      | Staffel 3 bis 5                                   |
| Beast / Dr. Henry 'Hank' McCoy         | George Buza        | Holger Schwiers      | Staffel 1, 2 & teilweise Staffel 5                |
| Beast / Dr. Henry 'Hank' McCoy         | George Buza        | Peter Zilles         | Staffel 3 bis 5                                   |
| Jubilee / Jubilation Lee               | Alyson Court       | Jennifer Böttcher    |                                                   |
| Bruderschaft der Mutanten              |                    |                      |                                                   |
| Magneto / Erik Magnus Lehnsherr        | David Hemblen      | Hartmut Reck         | Staffel 1 & 2                                     |
| Magneto / Erik Magnus Lehnsherr        | David Hemblen      | Oliver Stritzel      | Staffel 3 & 4                                     |
| Magneto / Erik Magnus Lehnsherr        | David Hemblen      | Ekkehardt Belle      | „Wir müssen die Welt retten, Teil 2“              |
| Mystique / Raven Darkholme             | Randall Carpenter  | Dagmar Heller        | Staffel 1                                         |
| Mystique / Raven Darkholme             | Jennifer Dale      | Dagmar Heller        | Staffel 2                                         |
| Mystique / Raven Darkholme             | Jennifer Dale      | Martina Duncker      | Staffel 4 & 5                                     |
| Avalanche / Dominick Petros            | Rod Coneybeare     | Peter Musäus         | Staffel 1                                         |
| Avalanche / Dominick Petros            | Rod Coneybeare     | Gerhard Acktun       | Staffel 2                                         |
| Blob / Frederick J. 'Fred' Dukes       | Robert Calt        | Bernd Simon          | Staffel 1                                         |
| Pyro / St. John Allerdyce              | Graham Haley       | Peter Bertram        | Staffel 1                                         |
| Weitere Mutanten                       |                    |                      |                                                   |
| Angel / Warren Worthington III.        | Stephen Ouimette   | Crock Krumbiegel     |                                                   |
| Apocalypse / En Sabah Nur              | John Colicos       | Michael Gahr         |                                                   |
| Banshee / Sean Cassidy                 | Jeremy Ratchford   | Frank Muth           |                                                   |
| Bishop                                 | Philip Akin        | Torsten Münchow      | Staffel 1 & 4                                     |
| Bishop                                 | Philip Akin        | Bernd Stephan        | Staffel 2                                         |
| Cable / Nathan Dayspring-Summers       | Lawrence Bayne     | Christoph Jablonka   |                                                   |
| Callisto                               | Susan Roman        | Martina Duncker      |                                                   |
| Colossus / Piotr Rasputin              | Rick Bennett       | Jürgen Rehmann       | „Der böse Bruder“                                 |
| Colossus / Piotr Rasputin              | Robert Cait        | Claus Brockmeyer     | „In den Fängen der Krake“                         |
| Corsair / Christopher Summers          | Brian Taylor       | Jürgen Jung          |                                                   |
| Iceman / Robert 'Bobby' Drake          | Denis Akiyama      | Alexander Brem       | „Der Mann aus Eis“                                |
| Juggernaut / Cain Marko                | Rick Bennett       | Dirk Galuba          | „Der böse Bruder“                                 |
| Juggernaut / Cain Marko                | Rick Bennett       | Thomas Rau           | Staffel 3                                         |
| Juggernaut / Cain Marko                | Rick Bennett       | Ekkehardt Belle      | „Xavier erinnert sich“                            |
| Lady Deathstrike / Yuriko Oyama        | Tasha Simms        | Carin C. Tietze      | „Rache ist bitter, Teil 1 & 2“                    |
| Lady Deathstrike / Yuriko Oyama        | Tasha Simms        | Ute Bronder          | „Fernöstliche Lebensart“                          |
| Morph / Sydney Jones                   | Ron Rubin          | Michael Schernthaner | Staffel 1 & 2                                     |
| Morph / Sydney Jones                   | Ron Rubin          | Marcus Off           | „Die Wächter“                                     |
| Morph / Sydney Jones                   | Ron Rubin          | Ole Pfennig          | „Weihnachten bei den X-Men“                       |
| Mr. Sinister / Nathaniel Essex         | Chris Britton      | Waldemar Wichlinski  | „Die Entscheidung“                                |
| Mr. Sinister / Nathaniel Essex         | Chris Britton      | Wolfgang Müller      | Staffel 2                                         |
| Mr. Sinister / Nathaniel Essex         | Chris Britton      | Ulf Jürgen Söhmisch  | „Im Land der Dinosaurier, Teil 2“                 |
| Mr. Sinister / Nathaniel Essex         | Chris Britton      | Ekkehardt Belle      | „Xavier erinnert sich“                            |
| Mr. Sinister / Nathaniel Essex         | Chris Britton      | Frank Muth           | Staffel 4                                         |
| Nightcrawler / Kurt Wagner             | Adrian Hough       | Michael Schwarzmaier | „Dämon mit Herz“ & „Das Familientreffen“          |
| Omega Red / Arkady Rossovich           | Len Doncheff       | Peter Musäus         |                                                   |
| Purple Man / Zebediah Killgrave        | Cedric Smith       | Berno von Cramm      | „Der Waisenknabe“                                 |
| Quicksilver / Pietro Maximoff          | Paul Haddad        | Crock Krumbiegel     | „Späte Reue“                                      |
| Sabretooth / Graydon Creed Sr.         | Don Francks        | Oliver Stritzel      | Staffel 1 & 5                                     |
| Sabretooth / Graydon Creed Sr.         | Don Francks        | Crock Krumbiegel     | „Wolverines Alpträume“ & „Fernöstliche Lebensart“ |
| Sabretooth / Graydon Creed Sr.         | Don Francks        | Reinhard Brock       | Staffel 4                                         |
| Scarlet Witch / Wanda Maximoff         | Susan Roman        | Michèle Tichawsky    | „Späte Reue“                                      |
| Shadow King / Amahl Farouk             | Maurice Dean Wint  | Manfred Erdmann      | Staffel 2 & 4                                     |
| Gegner der Mutanten                    |                    |                      |                                                   |
| Bolivar Trask                          | Brett Halsey       | Thomas Rauscher      | Staffel 1                                         |
| Bolivar Trask                          | Brett Halsey       | Claus Brockmeyer     | „Die Wächter“                                     |
| Cameron Hodge                          | Stephen Ouimette   | Christian Weygand    | Staffel 1                                         |
| Graydon Creed Jr.                      | John Stocker       | Andreas Renell       | Staffel 2                                         |
| Graydon Creed Jr.                      | John Stocker       | Wolfgang Müller      | „Das Familientreffen“                             |
| Henry Peter Gyrich                     | Barry Flatman      | Christian Tramitz    | Staffel 1                                         |
| Henry Peter Gyrich                     | Barry Flatman      | Thomas Rau           | „Die Wächter“                                     |
| Mastermold                             | David Fox          | Thomas Rau           | Staffel 1                                         |
| Mastermold                             | David Fox          | Reinhard Brock       | Staffel 4                                         |
| Sentinels                              | David Fox          | Thomas Rau           | Staffel 1                                         |
| Sentinels                              | David Fox          | Reinhard Brock       | Staffel 4                                         |
| Sentinels                              | David Fox          | Gerhard Acktun       | „Der Mutantenplanet, Teil 1“                      |
| Weitere Charaktere                     |                    |                      |                                                   |
| Dr. Moira MacTaggert                   | Lally Cadeau       | Ursula Mellin        |                                                   |
| Lilandra Neramani                      | Camilla Scott      | Dagmar Dempe         | Staffel 3                                         |
| Robert Kelly                           | Len Carlson        | Jürgen Jung          |                                                   |

## DVD-Veröffentlichung
Alle 76 Folgen wurden auf 12 Einzel-DVDs durch Clear Vision Ltd. in Deutschland veröffentlicht, wobei die Folge „Longshot“ und die komplette fünfte Staffel lediglich im englischen Original mit deutschen Untertiteln enthalten sind.

## Fortsetzung
Die Serie wurde 2024 mit der Disney+ Zeichentrickserie X-Men ’97 fortgesetzt. Die Serie setzt die Handlung nach den Ereignissen der fünften Staffel fort und zeigt wie sich die Welt ein Jahr nach dem Tod von Professor Charles Xavier den Mutanten gegenüber verändert hat.